# Křtiny - kostel
Křtiny - kostel este o arie protejată (arie specială de conservare — SAC, sit de importanță comunitară — SCI) din Republica Cehă întinsă pe o suprafață de 0,2 ha, integral pe uscat.

## Localizare
Centrul sitului Křtiny - kostel este situat la coordonatele 49°17′48″N 16°44′34″E / 49.296667°N 16.742778°E.

## Înființare
Situl Křtiny - kostel a fost declarat sit de importanță comunitară în aprilie 2005 pentru a proteja 2 specii de animale. Situl a fost protejat și ca arie specială de conservare în septembrie 2016.

## Biodiversitate
Situată în ecoregiunea continentală, aria protejată nu include niciun habitat protejat.
La baza desemnării sitului se află mai multe specii protejate de  mamifere (2): liliac comun (Myotis myotis), liliacul mic cu potcoavă (Rhinolophus hipposideros).